# Sintula retroversus
Sintula retroversus är en spindelart som först beskrevs av O. Pickard-Cambridge 1875.  Sintula retroversus ingår i släktet Sintula och familjen täckvävarspindlar. Inga underarter finns listade i Catalogue of Life.